# جسر نهر مالير
جسر نهر مالير هو حتى الآن هو أكبر جسر في باكستان يمتد على مساحة 5000 متر (16000 قدم). تم افتتاح هذا الجسر من قبل حاكم إقليم السند الدكتور عشرات العباد يوم الأربعاء 4 فبراير 2009. وتبلغ تكلفة الجسر 1.2 مليار روبية باكستانية أو 14 مليون دولار أمريكي بتمويل من حكومة باكستان. اختصر الجسر المسافة بـ 28 كيلومترًا (17 ميل) لسكان بلدات كورانجي ولاندي وشاه فيصل. ولتمكين البناء تم هدم 42 منزلاً وتعويض أصحابها من قبل الحكومة.